# Porta San Biagio (Lecce)
Porta San Biagio è una delle tre porte di accesso al nucleo antico di Lecce, dedicata all'eponimo santo. Costituisce l'accesso meridionale all'antico nucleo urbano. Si trova in prossimità di piazza d'Italia.

## Storia e descrizione
Sorta al posto di una porta più antica voluta da Carlo V, Porta San Biagio fu ricostruita nel 1774 per volere del governatore di Terra d'Otranto Tommaso Ruffo, come si evince dall'epigrafe latina posta a coronamento. La porta costituiva l'accesso sudoccidentale alla città, insieme alla vicina Porta San Martino che ne costituiva invece l'accesso nordoccidentale. Essa è caratterizzata da coppie di colonne a fusto liscio poggianti su alti basamenti è sormontata dallo stemma di re Ferdinando IV di Napoli e da quello della città di Lecce duplicato ai lati. Al di sopra della trabeazione si eleva il fastigio di coronamento che accoglie un'epigrafe commemorativa. La scultura di san Biagio in abiti vescovili, completa l'ornamento artistico della porta. Questa porta è alta 17,3 m.